# Poing
Poing è un comune tedesco di 12 601 abitanti, situato nel land della Baviera.